# 石峡遗址
24°40′23″N 113°34′45″E / 24.67306°N 113.57917°E
石峡遗址位于广东省韶关市曲江区马坝镇西南3公里处的狮子岩，是新石器时代遗址，2001年被列为第五批全国重点文物保护单位。2006年公布第六批全国重点文物保护单位时，将马坝人遗址合并保护。
狮子岩是两座相邻的石灰岩山峰，远看像伏地的狮子，北山为狮头，南山为狮尾。1958年在狮头山的溶洞中发现古人类头骨化石，鉴定为直立人向智人过渡的早期类型人类化石，命名为马坝人。1973年，在狮子岩狮头山与狮尾山之间又发现了为新石器时代遗址，称为石峡遗址。
石峡遗址有4个文化堆积层：第一层是距今约6000年的新石器时代文化层；第二层是距今约5000—4000年的新石器晚期文化层（被命名为“石峡文化”）；第三层是距今约3800—3100年的早期青铜文化层；第四层是西周晚期到春秋时期相当的晚期青铜文化层。石峡遗址内发现有柱洞、灰坑、陶窑等遗存，清理墓葬136座，出土有石器、陶器及玉器等大量文物。

## 图片
- 遗址现场
- 玉琮，新石器时代晚期，石峡遗址出土
- 1.石镬 2.有段石锛 3.石刀，新石器时代晚期，石峡遗址出土
- 左.有段石凿 右.石凿，新石器时代晚期，石峡遗址出土
- 陶鬶，新石器时代晚期，石峡遗址出土
- 三足盘，新石器时代晚期，石峡遗址出土